# Mésorégion de Presidente Prudente
La mésorégion de Presidente Prudente est l'une des 15 mésorégions de l'État de São Paulo. Elle regroupe 54 municipalités groupées en 3 microrégions.

## Données
La région compte 843 583 habitants pour 24 035 km2.

## Microrégions[1]
La mésorégion de Presidente Prudente est subdivisée en 3 microrégions :
- Adamantina ;
- Dracena ;
- Presidente Prudente.